# Marshal Manengkei
Marshal Manengkei (n. Surabaya; 9 de marzo de 1949 - m. Yakarta; 25 de agosto de 2017) fue un cantautor, compositor, productor y letrista indonesio naturalizado holandés, a la vez es un intérprete ocasional. Ha escrito y compuesto una serie de temas musicales que han tenido éxitos cantados en neerlandés durante la década de los años 1970.

## Biografía
Nació el 9 de marzo de 1949 en Surabaya, Indonesia. Debido a la agitación política que ocurría en Indonesia durante la década de los años 1960, su familia dejó el país para trasladarse a Europa a partir de 1965. Nueve meses después de su llegada, su padre sufrió un derrame cerebral y Marshal para ayudar a su familia, salió en busca de trabajo.

## Carrera
Algunas canciones de éxito que Marshal lo ha interpretado, han sido escritas y compuestas por Andrés Holten, con temas musicales como "Sausalito" y "My Love", pertenecientes originalmente al dúo musical Rosy & Andres. También otros temas musicales escritas y compuestas por Oscar Harris, Marshal  lo cantó como "Song For The Children" y "Angelino de Debbie ".  Como productor, Marshal ha producido para el dúo The Blue Diamonds.

## Discografía
- Stoney's Aphrodite – "Down At Rockszana's" / "Reaching Out" - Sky SKY 4159 SS - (1984)[8]